# Postkasse (offentlig)
 Denne artikel omhandler overvejende eller alene danske forhold. Hjælp gerne med at gøre artiklen mere almen.
 For alternative betydninger, se Postkasse. (Se også artikler, som begynder med Postkasse)
Offentlige postkasser eller brevkasse er kasser til breve og andre forsendelser, der skal ekspederes af postvæsnet. I Danmark er disse postkasser røde og har ikke væsentligt ændret udseende, siden de blev indført i 1860. De er opfundet af Louis Pio, der var ansat i postvæsenet.[kilde mangler] PostNord Danmark offentliggjorde d. 6. marts 2025, at man, som led af nedlæggelsen af brevomdelingen, at man vil pr. 1. juni 2025 begynde at fjerne PostNord Danmarks 1500 postkasser. Man forventer at alle deres postkasser fjernes d. 31. december 2025. 